# Paphiopedilum bougainvilleanum
Paphiopedilum bougainvilleanum är en orkidéart som beskrevs av Jack Archie Fowlie. Paphiopedilum bougainvilleanum ingår i släktet Paphiopedilum och familjen orkidéer.

## Underarter
Arten delas in i följande underarter:
- P. b. bougainvilleanum
- P. b. saskianum